# Damascus (Oregon)
Damascus est une ville du comté de Clackamas situé dans l'État de l'Oregon aux États-Unis.

## Gouvernement
En janvier 2013 les membres du conseils de la ville de Damascus sont :
| Nom            | Position             | Expiration du mandat |
| -------------- | -------------------- | -------------------- |
| Steve Spinett  | Maire                | 2014                 |
| Andrew Jackman | Président du conseil | 2014                 |
| Mel O'Brien    | Conseiller           | 2016                 |
| Jim De Young   | Conseiller           | 2016                 |
| Bill Wehr      | Conseiller           | 2016                 |
| Randy Shannon  | Conseiller           | 2014                 |

## Source
- (en) Cet article est partiellement ou en totalité issu de l’article de Wikipédia en anglais intitulé « Damascus, Oregon » (voir la liste des auteurs).